# Pelophryne api
Pelophryne api är en groddjursart som beskrevs av Dring 1984. Pelophryne api ingår i släktet Pelophryne och familjen paddor. IUCN kategoriserar arten globalt som starkt hotad. Inga underarter finns listade i Catalogue of Life.